# 이윤정 (성우)
이윤정(1968년 11월 13일~ )은 대한민국의 성우이다.

## 출연작품

### 애니메이션
- 청의 6호 (VIDEO)

### 영화
- 그랑 블루 (KBS) - 보니타(발렌티나 바거스)
- 르 지탕 (KBS) - 프랑스와
- 맨발의 경영자 (KBS) - 제인
- 사랑의 이중주 (KBS) - TV여자
- 아내는 스모왕 (SBS)
- 올리브 나무 사이로 (SBS)
- 쿵후 선생 (KBS)
- 48시간 2 (SBS)

### 안내방송

#### 지하철 안내방송
- 한국철도공사 전동차 차내 안내방송 (2003년 ~ 2010년)
- 인천교통공사 안내방송 (2002년 ~ 2009년)[1]
- 한국철도공사 오이도행 진입 안내방송
- 한국철도공사 인천행 진입 안내방송
- 대구교통공사 안내방송 (2005년 ~ 2011년, 2013년 ~ 현재)[2]
- 서울시메트로9호선 안내방송 (2009년 ~ 현재)
- 한국철도공사 무궁화호 차내 안내방송 (2006년 ~ 2010년)
- 새마을호 안내방송 담당 전속성우 (2006년 ~ 2012년)
- 인천국제공항철도 안내방송 (2007년 ~ 2010년)
- 우이신설경전철 차내 안내방송 (2017년 ~ 현재)
- 대전도시철도 차내 안내방송 (2018년 ~  현재)

#### TTS
- 애플 VoiceOver 한국어 보이스 'Yuna'[3]
- 보이스웨어사의 음성합성 엔진인 보이스텍스트의 한국어 음성 '혜련', '세나'
- Selvas AI(구 디오텍)사의 음성합성 엔진 Selvy TTS( 구 DioTTS)의 한국어 음성 '유진' - DioTTS For VEGA[4]
- 삼성TTS 한국어 음성 여성 고음질
- Bixby 보이스 '윤정' 음성 (2017년 ~ 현재)[5]
- 서울 시내버스 정류소 버스정보안내단말기(BIT)의 안내음성[6]
- 서울 지하철 개찰구 단말기 및 일회용 교통카드 발급기의 안내음성
- 기가지니 한국어 보이스.

#### 버스 안내방송
- 중앙고속 차내 안내방송 (2011년 ~ 2016년)[7]